# پونتلونگو
پونتلونگو (به ایتالیایی: Pontelongo) یک کومونه در ایتالیا است که در استان پادووا واقع شده‌است. پونتلونگو ۱۰٫۸ کیلومتر مربع مساحت و ۳٬۸۵۳ نفر جمعیت دارد.

## خواهرخوانده
شهر بیتیگهایم-بیسینگن خواهرخواندهٔ پونتلونگو هست.